# Helena Stormanns

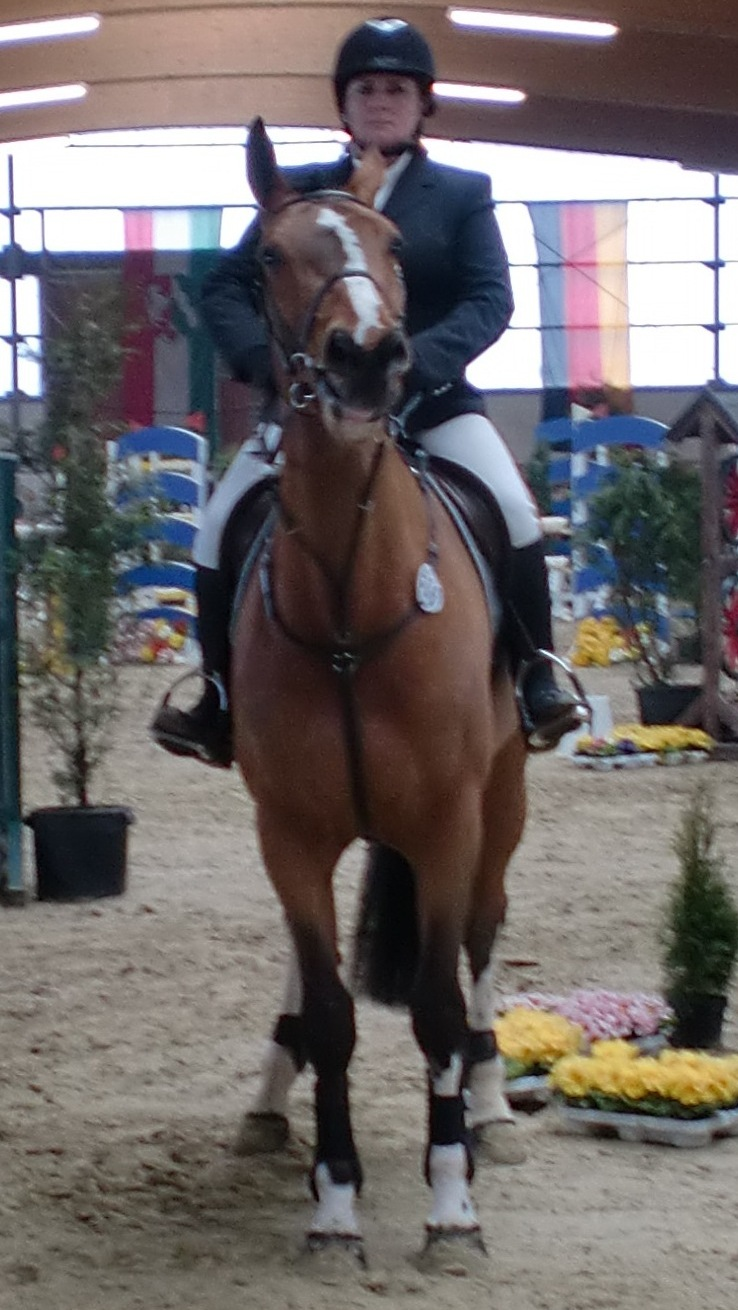
Helena Stormanns mit Quilano de Kreisker bei der Siegerehrung der Springpferdeprüfung Klasse M, Gut Neuhaus Indoors 2010, Grevenbroich

Helena Stormanns (* 31. Dezember 1963 in Sheffield als Helena Dickinson) ist eine deutsche Springreiterin britischer Herkunft, die vor allem unter dem Namen Helena Weinberg bekannt ist.

## Leben

### Jugend und erste Erfolge
Helena Dickinson wurde 1963 im englischen Sheffield als Tochter von Sonja und Bruce Dickinson geboren. Ihr älterer Bruder ist Paul Bruce Dickinson, der Sänger der Band Iron Maiden. Im Springreitsport nahm sie 1977 das erste Mal an einem internationalen Wettbewerb teil. 1979 gewann sie Silber bei den Pony-Europameisterschaften im Springreiten. 1983 folgte Bronze im Einzel und Gold mit der Mannschaft bei den Europameisterschaften der Jungen Reiter. 1984 folgte Silber mit der Mannschaft in Cervia (Italien).
Im Jahr 1986 nahm sie zum ersten Mal am Weltcupfinale mit Just Malone teil. Diese Erfolge erritt sie für Großbritannien.

### Umzug nach Deutschland
Mitte der 1980er Jahre kam sie nach Deutschland und erhielt 1987 durch die Heirat mit Peter Weinberg die deutsche Staatsbürgerschaft und dessen Familiennamen. Seitdem startet sie für Deutschland. Mit Peter Weinberg betrieb sie einen Verkaufsstall in Herzogenrath, sie haben einen Sohn (Thomas Weinberg) und eine Tochter (Andrea Weinberg). Beide sind inzwischen selbst im Springsport erfolgreich.
Helena Weinberg siegte kurz nach der Geburt ihres Sohnes 1987 das erste Mal bei den Deutschen Meisterschaften der Amazonen. Diesen Erfolg konnte sie 1988, 1990 und 1995 wiederholen. Daneben erreichte sie viele Siege und Platzierungen in Nationen- und Großen Preisen sowie Weltcupspringen. Sie war Siegerin in den Großen Preisen von Rom, London (Olympia), Stuttgart, Frankfurt, Cannes, Wiesbaden, Kiel, Poznań und Gijón. Außerdem gewann sie die Weltcup-Springen in Berlin und London (Olympia) und war Siegerin im Queen’s Cup, Hickstead. 1998 war sie als Ersatzreiterin für die Deutschen bei den Weltreiterspielen in Rom. Insgesamt gewann sie sechs Nationenpreise für Großbritannien und 18 für Deutschland.
Im August 2005 kauften und renovierten Helena Weinberg und ihr jetziger Mann – der Aachener Springreiter Tim Stormanns – eine Anlage in Eschweiler, wo sie seitdem leben. Im Juli 2006 heirateten sie, und im Januar 2008 wurde ein gemeinsamer Sohn, Tony, geboren. Mit der Heirat hat sie den Namen Stormanns angenommen. Tim Stormanns war dreimal Rheinischer Meister im Springreiten und arbeitet gemeinsam mit seiner Frau als Ausbilder und Trainer. Tony Stormanns gewann mit seiner Stute Dia Nova 2022 Doppel-Gold bei den Europameisterschaften in Oliva, Spanien. 2023 gewann Tony mit Cinnamo den Grand Prix beim CSIO-J Zuidwolde, NL und den Grand Prix von Maastricht CSI* mit Be Sky Hawk.

### Rückkehr in den Sport und Trainertätigkeiten
Nach vier Jahren Pause, bedingt durch Schwangerschaft und Verletzung, bestritt sie im März 2010 im Rahmen der „Gut Neuhaus Indoors“ erstmals wieder eine Springprüfung der schweren Klasse. Ihren ersten internationalen Erfolg nach der Pause hatte sie mit einem dritten Platz im ersten Großen Preis des Gera Summer Meetings 2010 (CSI 1*) mit Naomi.
Anfang Mai 2010 veranstaltete Helena Stormanns erstmals ein Reitturnier auf ihrer Anlage in Eschweiler, Teilnehmer waren Roger-Yves Bost, John Whitaker, Denis Lynch, Cian O’Connor und viele Reiter. Weitere Veranstaltungen folgten, im Jahr 2012 erstmals international ausgeschrieben. 2015 konnte ein CSI 3*-Turnier ausgerichtet werden.
Inzwischen ist Helena Stormanns als Trainerin tätig: 2017 wurde sie Chef d'Equipe von Neuseeland im Springreiten, unter ihrer Führung gelang den neuseeländischen Springreitern in Abu Dhabi ihr erster Nationenpreissieg überhaupt. Bei Helena Stormanns trainierten Jessica Springsteen, William Whitaker, Mary Kate Olsen, Danielle Goldstein. 2018 ist Stormanns Teammanagerin des Global-Champions-League-Teams Miami Celtics.